# Batalla de la Louée
La batalla de La Louée va tenir lloc el 20 de juny de 1793 durant la guerra de Vendée. Acaba amb la victòria dels Vendeans que persegueixen els republicans des del lloc de La Louée, a Haute-Goulaine, als afores de Nantes.

## Procediment
El 20 de juny de 1793, els insurgents de Loroux dirigits per François Lyrot de La Patouillère van atacar el lloc de La Louée, situat a Haute-Goulaine, als afores de Nantes. Una seixantena d'insurgents van ser enviats per combatre, el general republicà Beysser va abandonar el camp i va marxar a la seva persecució. Va agafar alguns atrinxeraments rudimentaris però aviat va caure en una emboscada on es va trobar envoltat per diversos milers d'insurgents. La cavalleria republicana emergeix i obre el camí per a la resta de forces de Beysser en retirada. Els patriotes són perseguits pels genets de Vendée fins a les portes de Nantes. Aleshores, el general Canclaux va fer una sortida per protegir les tropes en retirada de Beysser. Els vendeans paren a una llegua de la vila, davant dels darrers llocs avançats republicans.

## Pèrdues
El 22 de juny, en el seu informe al ministre de Guerra, el general Canclaux esmenta algunes pèrdues d'homes, i particularment de tres caps de la legió de Nantes, que van afectar molt la ciutat. Alexandre Coëslier, líder del 2n batalló, destaca entre els morts. Els republicans també van abandonar un canó, l'eix del qual es va trencar i que, segons Canclaux, va ser clavat pel mateix Beysser. Per Émile Gabory, els patriotes van perdre dos canons.